# كولن وايت
كولن وايت (بالإنجليزية: Colin White)‏ (و. 1977  م) هو لاعب هوكي الجليد، من كندا، ولد في غلاسكو الجديدة، نوفاسكوشيا، مركز لعبه هو مدافع ‏.

## جوائز
حصل على جوائز منها:
- كأس ستانلي.

## روابط خارجية
- كولن وايت على موقع دوري الهوكي الوطني (الإنجليزية)
- كولن وايت على موقع قاعة مشاهير الهوكي (لاعب أن.إتش.أل) (الإنجليزية)
- كولن وايت على موقع EliteProspects.com (الإنجليزية)
- كولن وايت على موقع HockeyDB.com (الإنجليزية)
- كولن وايت على موقع Hockey-Reference.com (الإنجليزية)